# Filolaos
Filolaos var en grekisk filosof och astronom från Kroton som verkade under 400-talet f.Kr. Han hörde till pythagoréernas krets och författade en skrift ”Om naturen”, som definierade skolans idéer och gjorde dessa kända. Filolaos jord var ett klot och låg inte i världsalltets centrum. I mitten fanns i stället centralelden, gudinnan Hestias eld. Filolaos betraktade hetta som den ledande livsprincipen och placeringen av denna eld i centrum var hans idé.
Han hittade även på en motjord bortom elden, som fick en egen sfär, den innersta, för att pytagoréernas heliga tal tio skulle uppnås. Utanför ligger jordens sfär och de övriga kropparna i ordningen månen, Merkurius, Venus, solen, Mars, Jupiter, Saturnus och den yttersta tionde sfären för fixstjärnorna. Jorden går ett varv per dygn och vänder alltid samma sida, den obebodda, mot centralelden viken liksom den ständigt diametralt belägna motjorden, aldrig kan ses.
Himlens dagliga rörelse fick sin förklaring och antalet synliga kroppar var det rätta, men när grekerna inte heller på långväga resor märkte ens ett återsken av centralelden, fann den så småningom en ny plats i jordens inre. Motjorden omtolkades till månen. Men tanken på en centraleld var väckt och nästa steg mot Aristarchos' hypotes gick via Herakleides' grepp att låta Merkurius och Venus kretsa kring solen.